# Martinique
| Martinique Collectivité Territoriale de Martinique | Martinique Collectivité Territoriale de Martinique |
| -------------------------------------------------- | -------------------------------------------------- |
| Flagge Martiniques                                 | Wappen Martiniques                                 |
| Basisdaten                                         |                                                    |
| Amtssprache                                        | Französisch                                        |
| Hauptort                                           | Fort-de-France                                     |
| Fläche                                             | 1.108,01 km²                                       |
| Einwohnerzahl                                      | 341.279                                            |
| Bevölkerungsdichte                                 | 308,01 Einwohner je km²                            |
| Arrondissements                                    | 4                                                  |
| Gemeindeverbände                                   | 3                                                  |
| Gemeinden                                          | 34                                                 |
| Präfekt                                            | Jean-Christophe Bouvier                            |
| Präsident des Exekutivrates von Martinique         | Serge Letchimy                                     |
| Währung                                            | Euro (EUR)                                         |
| Zeitzone                                           | UTC−4                                              |
| ISO 3166-2:FR                                      | FR-972                                             |
| Internet-TLD                                       | .mq                                                |
| Vorwahl                                            | +596                                               |
| Karten                                             |                                                    |
| Lage in Amerika                                    |                                                    |
| Karte Martinique                                   |                                                    |

Martinique [maʀtiˈnik] (Martinique-Kreolisch Matinik oder Matnik) ist eine Insel in der Karibik. Sie gehört zu den Kleinen Antillen und zu den Inseln über dem Winde. In der Sprache der Ureinwohner wurde die Insel Madinina (Blumeninsel) genannt, diese Bezeichnung wird auch heute noch oft von den Einheimischen verwendet.
Politisch ist Martinique ein Übersee-Département und eine Region Frankreichs, in der die französischen Gesetze unmittelbar gelten, sofern keine Ausnahme ausdrücklich vorgesehen ist. Seit 2015 besteht auf dem Gebiet Martiniques die Collectivité Territoriale de Martinique als einheitliche Gebietskörperschaft, die die Aufgaben sowohl eines Départements als auch einer Region wahrnimmt.
Martinique gehört zum Gebiet der Europäischen Union, jedoch nicht zum Schengen-Raum.

## Geographie
Martinique liegt zwischen dem karibischen Meer und dem Atlantischen Ozean 25 km südlich von Dominica und 37 km nördlich von St. Lucia. Sie liegt ungefähr 6850 km von Paris und 3150 km von New York entfernt sowie 440 km vor der Küste Venezuelas.
Die Insel hat eine Länge von 73 km und eine Breite von 39 km. Die Küstenlinie ist rund 350 km lang. Die Insel ist bergig. Im Norden der Insel liegt der Vulkan Montagne Pelée, der eine Höhe von 1397 m hat.
9,4 % der Landfläche der Insel ist verstädtert. Landwirtschaft wird auf 11,3 % der Fläche betrieben.

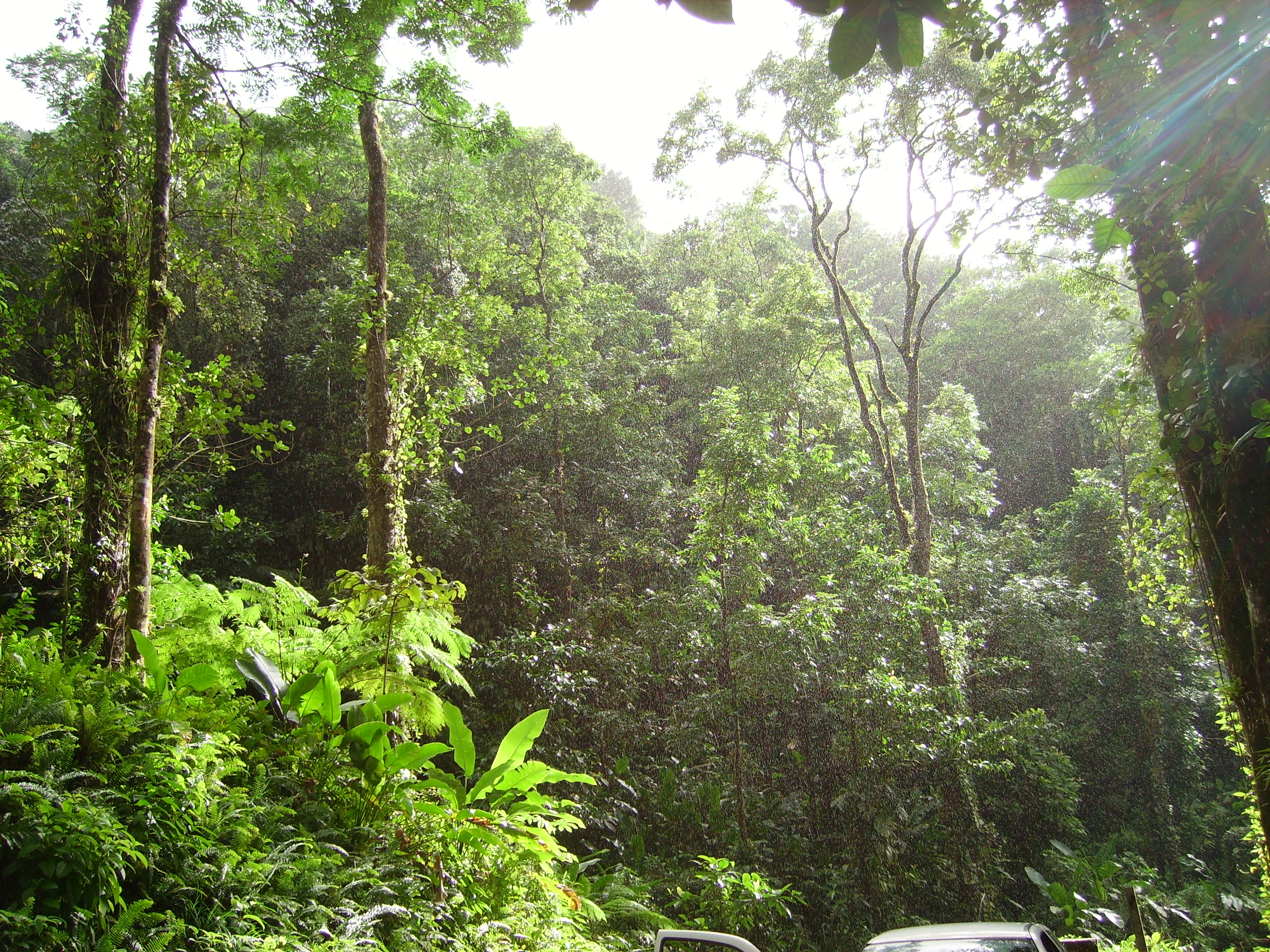
Tropischer Regenwald nahe der Stadt Fond St. Denis

## Klima
Das Klima ist tropisch und die Regenzeit dauert von Juni bis Oktober. Der Norden ist feucht mit einer üppigen Vegetation. Im Süden ist das Klima trockener, dort befinden sich auch die meisten touristischen Ziele. Die mittleren Lufttemperaturen liegen im Januar und Februar zwischen min. 21 °C und max. 27 °C, im August und September zwischen min. 24 °C und max. 30 °C. Die Monate Juni bis November zeichnen sich durch hohe Luftfeuchtigkeit aus. Der Februar hat im Mittel 12 Regentage, der Juli 22.
Die Wassertemperatur kann im Juli bis Oktober 28 °C überschreiten und liegt auch im Februar nicht unter 26 °C.
Zwischen Juni und November können Wirbelstürme auftreten.

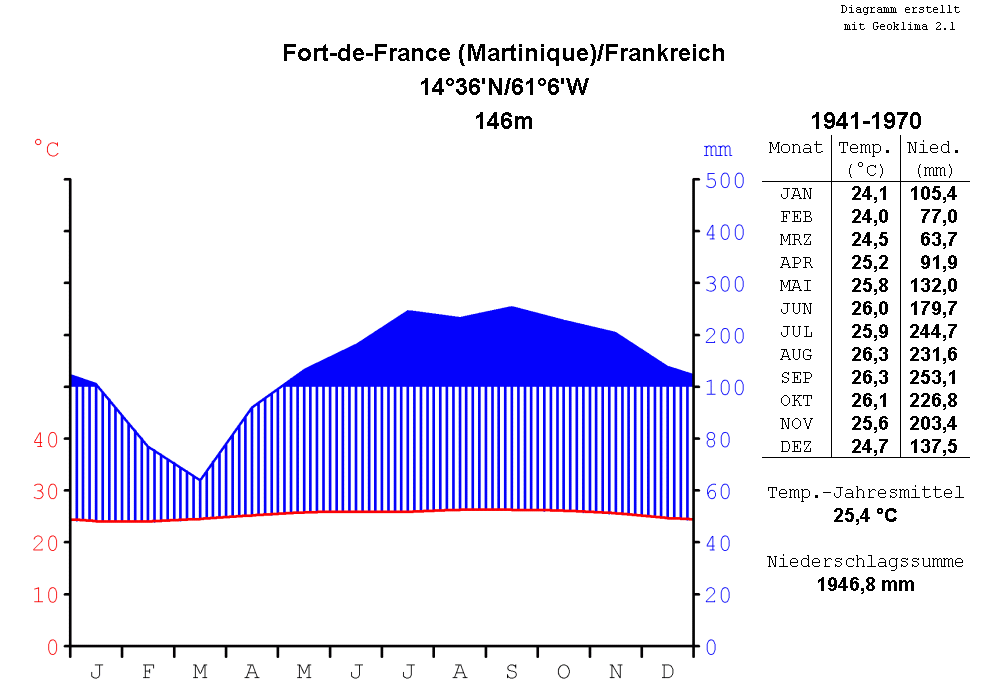
Klimadiagramm von Fort-de-France 1941–1970

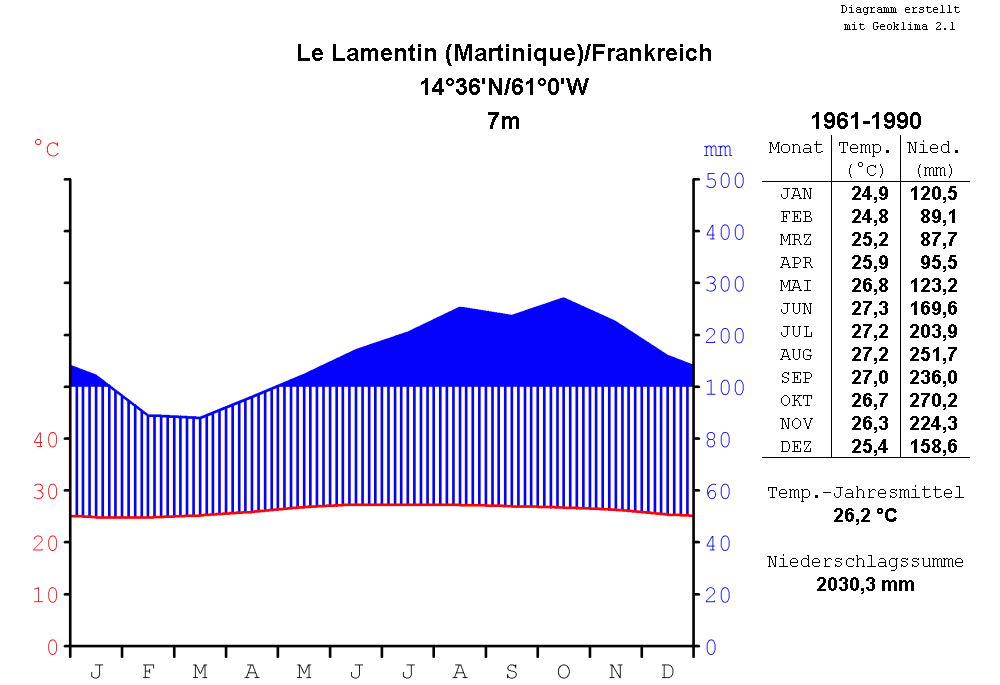
Klimadiagramm von Le Lamentin 1961–1990

## Geschichte

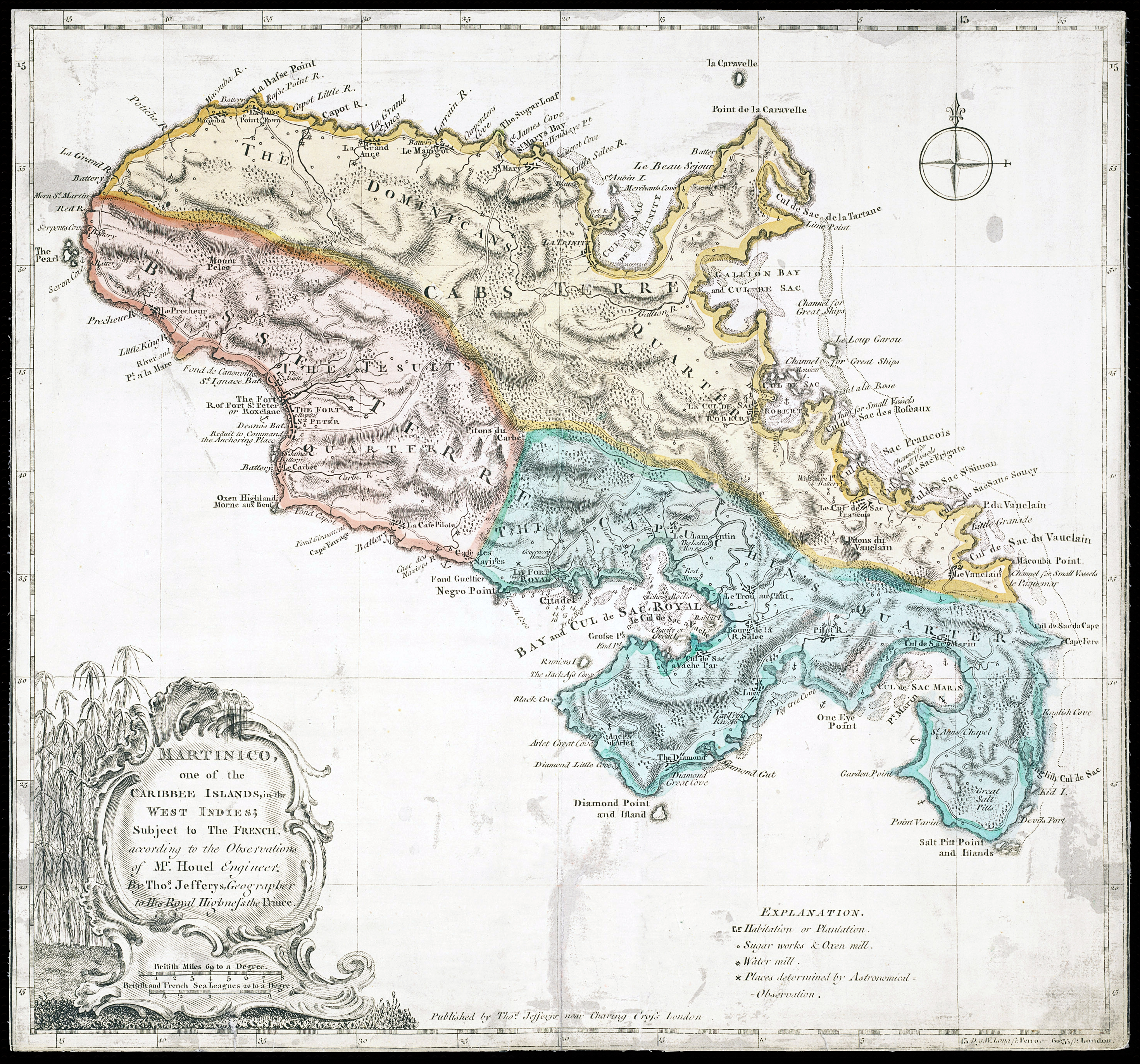
Karte von 1760

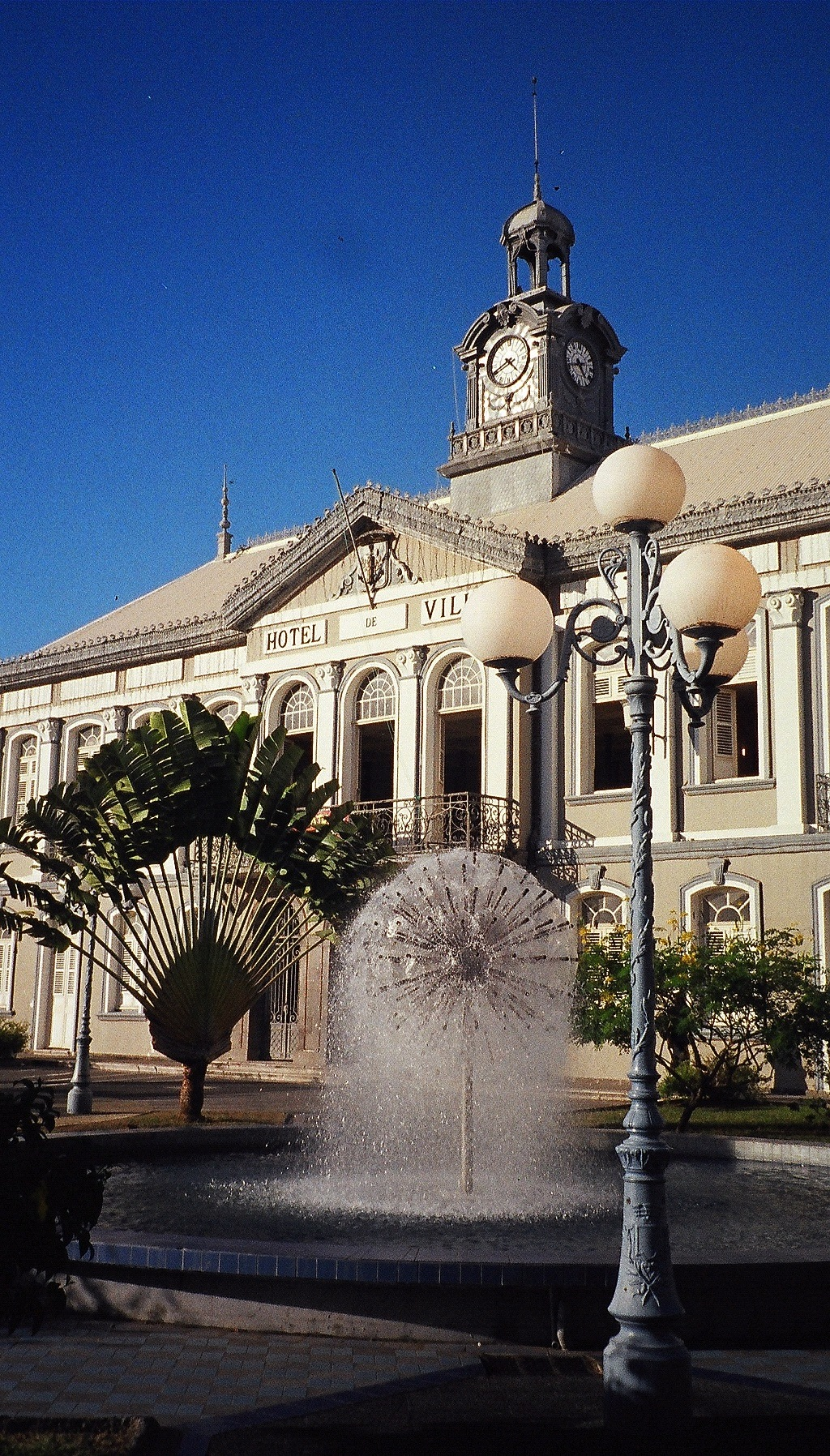
Ehemaliges Rathaus von Fort-de-France

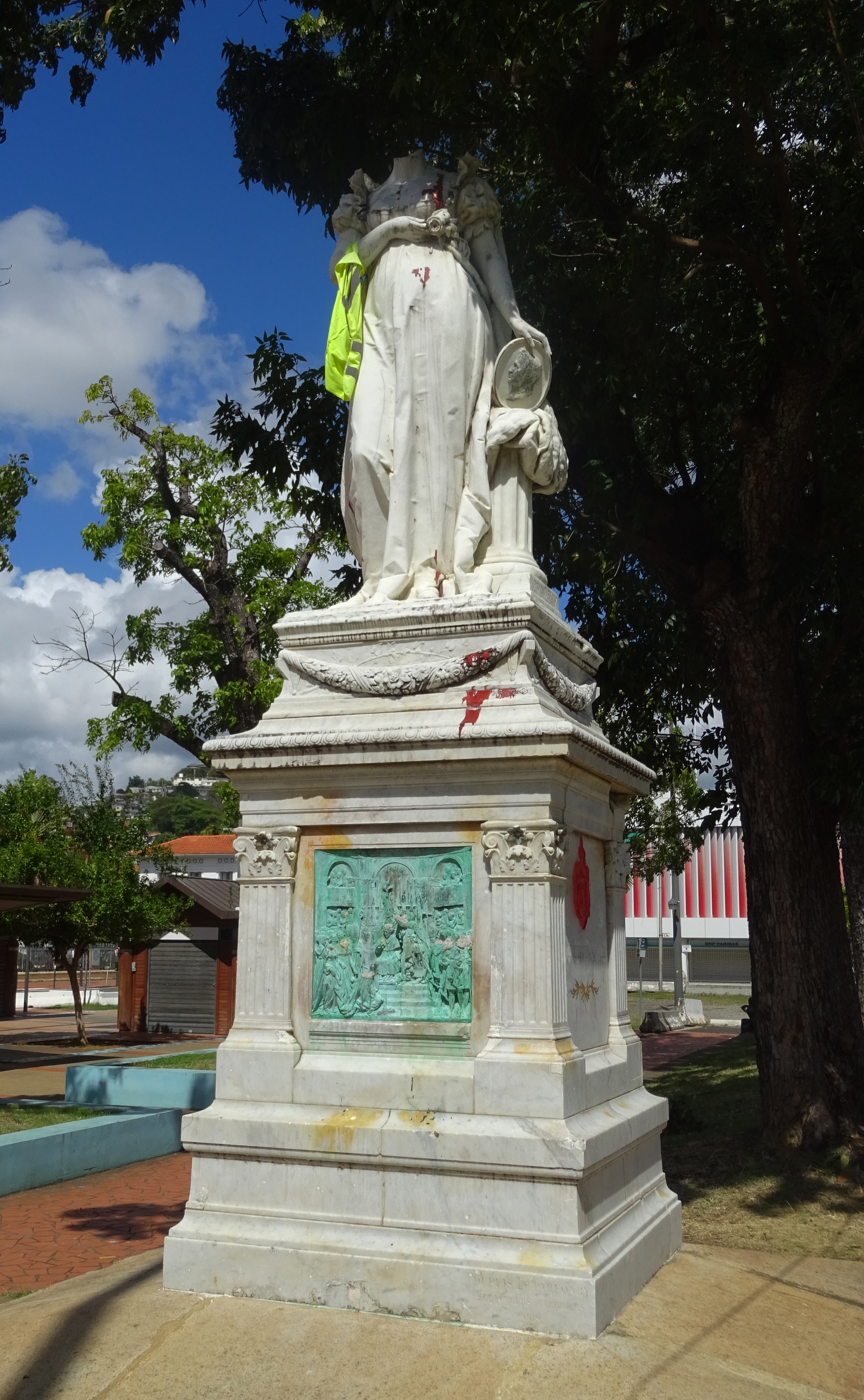
1991 Geköpfte Statue der Joséphine de Beauharnais

Erste Besiedlungen können ab 4000 v. Chr. nachgewiesen werden. Etwa um 100 v. Chr. besiedelten die Arawak vom Orinokogebiet in Venezuela ausgehend die Insel. Im 10. Jahrhundert folgten die Kariben. Als erster Europäer entdeckte Christoph Kolumbus Martinique am 15. Juni 1502 auf seiner vierten Reise. Er ging bei der heutigen Gemeinde Carbet an Land. Die Insel wurde 1635 von Frankreich durch Pierre Belain d’Esnambuc im Namen der von Richelieu gegründeten Compagnie des îles d'Amérique kolonialisiert und blieb seitdem bis auf drei kurze Perioden britischer Besatzung in französischem Besitz.
1. 1762–1763 während des Siebenjährigen Krieges (Rückgabe nach Frieden von Paris)
2. 1794–1802 während des ersten und zweiten Koalitionskrieges (Rückgabe nach Frieden von Amiens)
3. 1809–1814 während des fünften und sechsten Koalitionskrieges (Rückgabe nach Vertrag von Paris)

Im Jahre 1648 ging die Compagnie des îles d'Amérique in Konkurs, daraufhin wurde die Insel an Jaques Dyel du Parquet, Neffe von Pierre Belain d’Esnambuc, verkauft. Er gründete Fort-de-France und ließ zum ersten Mal Zuckerrohr anpflanzen, was zu einem ersten wirtschaftlichen Aufschwung führte. Um 1660 war fast die gesamte einheimische Bevölkerung ausgerottet.
Durch die Gründung der Französischen Ostindienkompanie durch Jean-Baptiste Colbert im Jahr 1664 wurde Martinique Besitz der französischen Krone. Während des Zweiten Englisch-Niederländischen Krieges war Frankreich mit den Niederlanden verbündet – eine englische Flotte griff wiederholt französische Siedlungen auf Martinique an und besiegte am 6. Juli bei Saint-Pierre ein französisches Geschwader. Im Dritten Englisch-Niederländischen Krieg, einem Teilkonflikt des Holländischen Krieges in dem Frankreich nun mit England gegen die Niederlande kämpfte, wurde Martinique am 16. Juli 1674 durch die Flotte des holländischen Admirals Michiel de Ruyter angegriffen.
1685 wurde der sogenannte Code Noir verabschiedet, der die Sklaverei in den französischen Kolonien bestätigte.
Im Jahr 1694 traf der Dominikaner Père Labat ein. Er war Missionar, Ethnologe und Schriftsteller; er führte die Windmühlen ein und verbesserte die Rumdestillation.
Dank der Patronage von Madame de Pompadour wurde der Ökonom und Physiokrat Pierre-Paul Le Mercier de La Rivière zum Intendanten oder Gouverneur von Martinique bestimmt, während der Amtszeit von 1759 bis 1764 hatte er dort große wirtschaftliche Erfolge. Während der kriegerischen Auseinandersetzungen mit den Briten wurde er verwundet und gelangte in Gefangenschaft.
Von 1762 bis 1763 war Martinique durch die Briten besetzt.
Am 23. Juni 1763 wurde Joséphine, geb. de Tascher de la Pagerie, die spätere Gattin Napoleons, in Trois-Îlets bei Fort-de-France auf Martinique geboren. Ihre Eltern betrieben dort eine Zuckerrohrplantage, die noch heute als Museum zu besichtigen ist. In Fort-de-France steht in der Parkanlage „La Savane“ eine kleine Statue von Joséphine, allerdings seit 1991 ohne Kopf, da sie bei der Bevölkerung wegen der erneuten Einführung der Sklaverei auf Martinique unbeliebt ist.
Im Jahr 1783 gab es ca. 60.000 Sklaven. Von 1787 bis 1802 entflammte ein Bürgerkrieg wegen Konflikten zwischen Plantagenbesitzern und Händlern, es gab einen Sklavenaufstand. 1794 stimmte die französische Konvention im Geiste der französischen Revolution zwar für die Abschaffung der Sklaverei. Jedoch war die Insel von 1794 bis 1802 britisch besetzt, sodass das Dekret nicht umgesetzt wurde. Dieser Beschluss hielt auch nicht lange, denn Napoleon führte 1802 die Sklaverei wieder ein. Am 22. Mai 1848 wurde die Sklaverei endgültig aufgehoben. Victor Schœlcher spielte hierbei eine wichtige Rolle. Wegen Knappheit an Arbeitskräften auf den Plantagen wurden ab dieser Zeit Inder, Chinesen und Menschen aus dem Nahen Osten dort beschäftigt.
Der Martinique-Hurrikan von 1891 verwüstete im August jenes Jahres die Insel, und rund 700 Personen verloren ihr Leben, doch ein Jahrzehnt später traf die Insel eine noch schwerere Naturkatastrophe: Am 8. Mai 1902 brach der Vulkan Mt. Pelée aus. Ein pyroklastischer Strom hatte mehr als 30.000 Tote zur Folge. In Saint-Pierre überlebten lediglich ein Schuhmacher und als Gefängnisinsasse der Seemann Louis-Auguste Cyparis. Die Stadt war damals wegen der guten Reede die wirtschaftlich bedeutendste von Martinique.
Im Jahr 1946 wurde Martinique zu einem der französischen Übersee-Départements (Départements d’Outre-Mer/DOM), die politisch als Teil des Mutterlandes gelten. Martinique erhielt vier Abgeordnete und zwei Senatoren. 1972 wurde Martinique eine Région, ein Parallelstatus zum DOM. 1983 wurde durch die Dezentralisation der Regionalrat eingeführt. 1958 gab es Autonomiebewegungen. Im Jahr 1999 wurde die Banane aus Martinique Anlass eines „Handelskriegs“ zwischen den USA und Europa. 2003 wurde der Doppelstatus als Region und Department (DOM) bestätigt.
Wie auf Guadeloupe kam es 2009 auch auf Martinique zu einem Generalstreik. Er begann am 5. Februar und ging im März zu Ende. Auslöser waren die hohen Lebenshaltungskosten. Gegner der Streikenden waren die „békés“, die Nachfahren der früheren weißen Sklavenhalter, die die Inseln ökonomisch noch immer weitgehend dominieren. Die Streikenden konnten höhere Löhne durchsetzen. Die Zusagen wurden allerdings zum Teil nicht eingehalten.
Bei einer auf Wunsch der lokalen Volksvertreter vom französischen Staat organisierten Volksabstimmung über die Umwandlung Martiniques in eine Collectivité d’outre-mer mit erweiterter Autonomie gemäß Artikel 74 der Französischen Verfassung am 10. Januar 2010 stimmten 79 % der Abstimmenden dagegen. Bei einer zweiten Volksabstimmung am 24. Januar 2010 stimmte sodann eine Mehrheit von 68,30 % der Abstimmungsteilnehmer bei einer Stimmenthaltung von 64,19 % für die Vereinigung des Départements und der Region zu einer Collectivité territoriale unique gemäß Artikel 73 der Verfassung.
Die Assemblée de Martinique als Volksvertretung der neugeschaffenen Gebietskörperschaft Collectivité Territoriale de Martinique wurde erstmals im Dezember 2015 parallel zu den Regionalwahlen in den anderen Teilen Frankreichs gewählt. Wahlsieger war die Liste von Alfred Marie-Jeanne (Mouvement indépendantiste martiniquais, MIM), der erster Präsident des Exekutivrates von Martinique wurde. Nach den Wahlen von 2021 wurde er durch Serge Letchimy (Parti progressiste martiniquais, PPM) abgelöst.

## Bevölkerung
Die Bevölkerung ist zu ca. 80 % afrikanischer Herkunft. 15 % der Bewohner sind indischer oder afro-indischer Herkunft (in Martinique „coolies“ genannt), überwiegend im Osten der Insel. Etwa 5 % der Einwohner Martiniques sind europäischer Abstammung. Zu dieser Gruppe gehören die auf Martinique geborenen Weißen, die von der kolonialen Oberschicht abstammen und Béké genannt werden. Sie lassen sich auf etwa 30 Familien zurückführen. Alle auf Martinique geborenen Menschen, sowohl Weiße als auch Schwarze, werden Kreolen genannt. Daneben leben europäische Zuwanderer aus der Metropole (Frankreich) und nach Martinique entsandte französische Staatsbeamte auf der Insel. Aufgrund des im regionalen Vergleich sehr hohen Lebensstandards zieht Martinique – wie die anderen französischen Départements Guadeloupe und Französisch-Guayana – auch Zuwanderer aus der Region an, vor allem aus Haiti.
85 % der Bevölkerung sind römisch-katholisch (Erzbistum Saint-Pierre et Fort-de-France), 10,5 % protestantisch (hauptsächlich Adventisten). Je 0,5 % bekennen sich zum Islam und zum Hinduismus.
Die offizielle Sprache ist Französisch. Die Muttersprache der Mehrheit der Bevölkerung ist allerdings Martinique-Kreolisch, eine französische Kreolsprache.
| Jahr | Einwohnerzahl |
| ---- | ------------- |
| 1950 | 222.002       |
| 1960 | 281.622       |
| 1970 | 325.011       |
| 1980 | 325.454       |
| 1990 | 358.449       |
| 2000 | 387.004       |
| 2010 | 394.910       |
| 2017 | 384.896       |
| 2022 | 347.686       |

Quelle: UN

## Kultur
Auf der Insel herrscht eine starke Tanz- und Musiktradition. Getanzt werden die Tänze Biguine, Zouk, Quadrille und Gwo Ka, die typisch kreolisch sind. Besonders zur Zeit des Karnevals der Insel wird viel bei geschmückten Umzügen über die Insel getanzt.
Ein weiterer kultureller Höhepunkt Martiniques ist die Regatta Tour des Yoles, die mit der Martinique-Yole, einem leichten, traditionellen regionalen Segelboot, ausgetragen wird. Außerdem werden auch viele bunte Kostüme angezogen. Die Yole steht seit Dezember 2020 im Register guter Praxisbeispiele des UNESCO-Weltkulturerbes.

## Politik
Seit 2016 besteht auf dem Gebiet Martiniques die Collectivité Territoriale de Martinique (Gebietskörperschaft Martinique) als einheitliche Gebietskörperschaft, die die Aufgaben sowohl eines Départements als auch einer Region wahrnimmt.
In Martinique gelten ebenso wie in den anderen Überseedépartements die französischen Gesetze direkt, sofern nicht Ausnahmen ausdrücklich vorgesehen sind.

### Staatliche Verwaltung

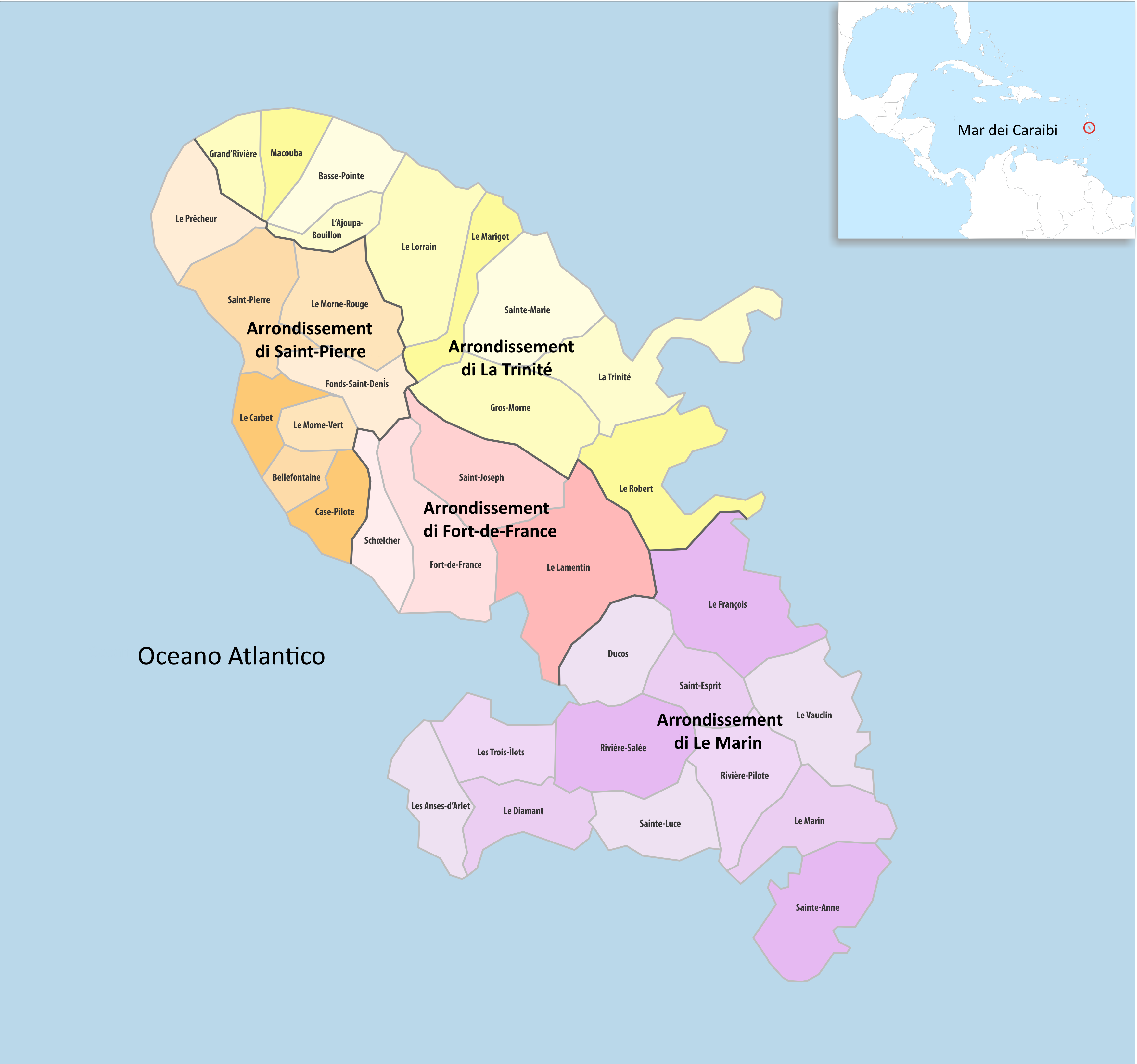
Die Arrondissements in Martinique mit den zugehörigen Gemeinden

Die französische Zentralregierung wird für ihre Zuständigkeitsbereiche durch den Präfekten vertreten. Im Rahmen der staatlichen Verwaltung ist Martinique in vier Arrondissements gegliedert.
| Arrondissement         | Anzahl der Gemeinden | Einwohner 1. Januar 2022 | Fläche km² | Dichte Einw./km² | Code INSEE | Hauptort       |
| ---------------------- | -------------------- | ------------------------ | ---------- | ---------------- | ---------- | -------------- |
| Fort-de-France         | 4                    | 150.323                  | 170,99     | 879,1            | 9721       | Fort-de-France |
| La Trinité             | 10                   | 73.301                   | 337,61     | 217,1            | 9722       | La Trinité     |
| Le Marin               | 12                   | 115.038                  | 409,14     | 281,2            | 9723       | Le Marin       |
| Saint-Pierre           | 8                    | 22.357                   | 210,26     | 106,3            | 9724       | Saint-Pierre   |
| Département Martinique | 34                   | 361.019                  | 1.128,00   | 320,1            | 972        | Fort-de-France |

### Gebietskörperschaft Martinique
Die beschlussfassende Volksvertretung der Gebietskörperschaft ist die Assemblée de Martinique (Versammlung von Martinique), die nach einem Listenwahlrecht mit potentiell zwei Wahlgängen und Mehrheitsprämie gewählt wird, das weitgehend dem Wahlverfahren bei der Wahl der französischen Regionalräte entspricht.
Die Exekutive der Gebietskörperschaft liegt beim neunköpfigen Conseil exécutif (Exekutivrat), der von der Assemblée gewählt wird und von ihr durch konstruktives Misstrauensvotum abgewählt werden kann.
Die Assemblée de Martinique wurde erstmals im Dezember 2015 und erneut im Juni 2021 parallel zu den französischen Regionalwahlen von 2015 und 2021 gewählt.
Seit den Wahlen von 2021 ist Lucien Saliber Präsident der Assemblée de Martinique und Serge Letchimy (Parti progressiste martiniquais, PPM) Präsident des Exekutivrates von Martinique.
Siehe auch: Liste der Präsidenten des Regionalrates von Martinique 1983–2015, der Assemblée de Martinique und des Exekutivrates von Martinique (seit 2015)

### Gemeinden

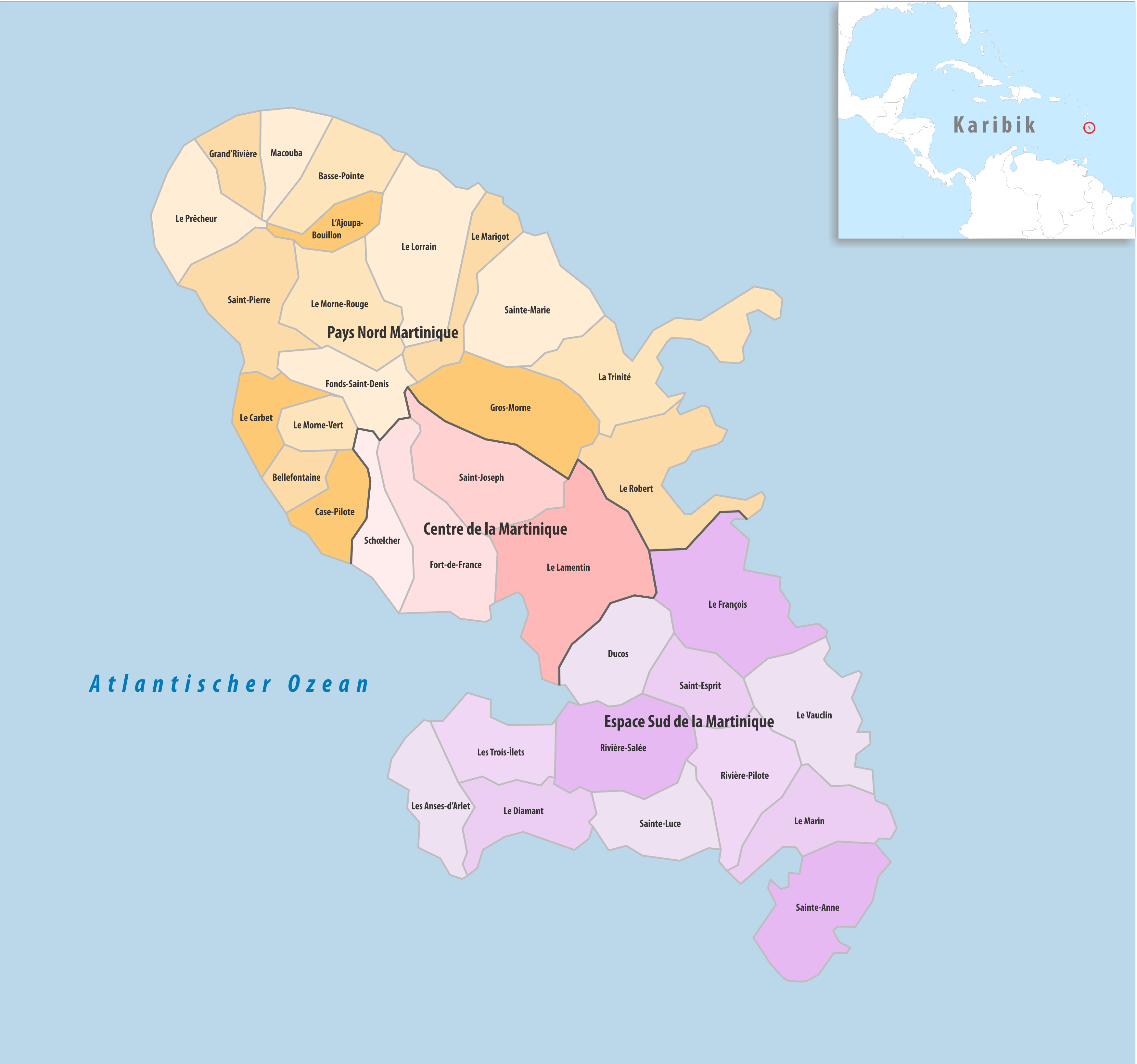
Die kommunalen Zweckverbände in Martinique mit den zugehörigen Gemeinden

Die lokalen Gebietskörperschaften sind die 34 Gemeinden.
Die Gemeinden sind zu drei Établissements publics de coopération intercommunale à fiscalité propre (kommunalen Zweckverbänden mit eigenen Steuereinnahmen) zusammengeschlossen.

### Parlamentarische Vertretung

Die vier Wahlkreise der französischen Nationalversammlung in Martinique (seit 2012)

Martinique entsendet vier direkt gewählte Abgeordnete in die französische Nationalversammlung und zwei indirekt gewählte Senatoren in den französischen Senat.

### EU-rechtlicher Status
Martinique gehört als Gebiet in äußerster Randlage zum Gebiet der Europäischen Union. Es gehört zum Zollgebiet der Union und verwendet den Euro als gesetzliches Zahlungsmittel, ist jedoch nicht Teil des Geltungsbereichs des Mehrwertsteuersystems der EU und nicht Teil des Schengen-Raums.

## Infrastruktur
Die Insel verfügt über einen Flughafen, den Aéroport International Martinique Aimé Césaire in Lamentin (IATA-Flughafencode: FDF). Die Flugdauer von Paris-Orly nach Martinique beträgt hin ca. 8 Stunden 30 Minuten und zurück ca. 8 Stunden. Weitere Direktflugverbindungen gibt es von bzw. nach Brüssel, Guadeloupe, Cayenne, St. Martin, Montreal (Kanada) sowie Miami (USA). Außerdem werden einige weitere innerkaribische Strecken bedient.
Das Straßennetz ist hervorragend und zum Teil vierspurig ausgebaut. Einige Nebenstraßen sind sehr kurvig mit teilweise starken Steigungen, so dass die erreichbaren Durchschnittsgeschwindigkeiten relativ niedrig sind, zumal regelmäßig auch Verkehrsstaus auftreten.
Auf Martinique gibt es keine Eisenbahn. Auf mehreren Zuckerrohrplantagen wurden jedoch bis in die 1970er-Jahre Feldbahnen betrieben. Mit Le Train des Plantations existiert heute eine Museums-Schmalspurbahn in Sainte-Marie.
Regelmäßige Fähren verbinden Martinique mit St. Lucia, Dominica und Guadeloupe.

## Wirtschaft
Für das Jahr 2009 weist INSEE 402.499 Einwohner und Eurostat ein Bruttoinlandsprodukt von 7,753 Mrd. € für Martinique aus. Dies entspricht 16.900
 € (Kaufkraftstandard) pro Einwohner.
Das Bruttoinlandsprodukt (BIP) von Martinique betrug 1995 4,48 Mrd. € und damit 11.990 € pro Einwohner (Frankreich 19.360 €). Damit hat Martinique das höchste BIP aller fünf französischen Überseedepartements und aller karibischen Staaten. Im Vergleich mit dem BIP der EU ausgedrückt in Kaufkraftstandards erreicht Martinique einen Index von 73,4 (EU-25:100) (2003).
7,6 % der Beschäftigten sind im primären Bereich, 17,5 % im sekundären und 74,9 % im tertiären Bereich beschäftigt. Im Jahr 2017 betrug die Arbeitslosenquote 17,8 %.
Bananen tragen zu 40 % der Exporterlöse bei und sind damit das wichtigste Exportgut. 80 % der in der Landwirtschaft Beschäftigten sind im Anbau von Bananen tätig. Rohrzucker, Rum und Ananas sind weitere wichtige landwirtschaftliche Produkte.
Der sekundäre Bereich wird hauptsächlich durch zwei Unternehmen abgedeckt, den französischen Stromkonzern Électricité de France und die Société Anonyme de la Raffinerie des Antilles.
Der tertiäre Bereich besteht hauptsächlich aus Handel und Tourismusindustrie.

### Tourismus
Der Tourismus trägt zu 7 % des BIP bei. Circa 80,1 % der Touristen kommen aus Frankreich, 5,0 % aus Europa (ohne Frankreich), 10,4 % aus der Karibik, 3,1 % aus den USA und 1,4 % aus dem Rest der Welt.
Die Entwicklung der Touristenzahlen verlief von 2015 bis 2018 stark mit einem Wachstum von 41,9 %, wozu vor allem der Kreuzfahrttourismus beitrug (+ 62,4 %). Der Einbruch durch die COVID-19-Pandemie führte bei den Kreuzfahrten zu einer kompletten Einstellung ab April 2020, bei den Hotelgästen aber nur zu einer Halbierung der Zahlen. Bereits 2022 wurde im Hotelsektor wieder derselbe Wert wie 2019 erreicht. Dagegen war der Kreuzfahrtsektor 2022 mit 75.000 Passagieren noch stark geschwächt.
| Jahr                     | 2015    | 2016    | 2017      | 2018      | 2019    | 2020    | 2021    | 2022    |
| ------------------------ | ------- | ------- | --------- | --------- | ------- | ------- | ------- | ------- |
| Hotelgäste               | 487.000 | 519.000 | 536.000   | 537.000   | 556.000 | 312.000 | 291.000 | 556.000 |
| Kreuzfahrt- passagiere   | 242.000 | 281.000 | 406.000   | 393.000   | 285.000 | 171.000 | 0       | 75.000  |
| Tagesbesucher            | 32.000  | 42.000  | 61.000    | 72.000    | 78.000  | 41.000  | 21.000  | 30.000  |
| Touristenankünfte gesamt | 761.000 | 842.000 | 1.003.000 | 1.002.000 | 919.000 | 524.000 | 312.000 | 661.000 |

## Persönlichkeiten

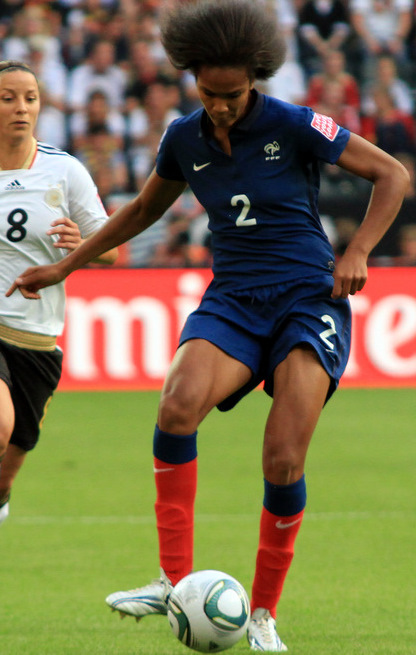
Wendie Renard bei der Fußballweltmeisterschaft der Frauen im Juli 2011

- Alexandre de Beauharnais (1760–1794), Präsident der Nationalversammlung
- Joséphine de Beauharnais (1763–1814), Kaiserin der Franzosen
- Pierre Alexandre le Camus (1774–1824), Außenminister des Königreichs Westphalen
- Leo Dupont (1797–1876), Rechtsanwalt, von der katholischen Kirche mit dem Titel Ehrwürdiger Diener Gottes geehrt
- Victor Ballot (1853–1939), französischer Kolonialverwalter und erster Gouverneur der Kolonie Dahomey
- René Maran (1887–1960), Schriftsteller
- Paulette Nardal (1869–1985), Schriftstellerin und Journalistin
- Jane Nardal (1902–1993), Intellektuelle, Schriftstellerin und Lehrerin
- Aimé Césaire (1913–2008), Schriftsteller und Politiker
- Suzanne Césaire (1915–1966), Schriftstellerin und Feministin
- Joseph Zobel (1915–2006), Autor und Dichter
- Frantz Fanon (1925–1961), Psychiater, Politiker und Schriftsteller
- Édouard Glissant (1928–2011), Schriftsteller und Philosoph
- Michel Sardaby (1935–2023), Jazz-Pianist und Komponist
- Patrick Chamoiseau (* 1953), Schriftsteller
- Guy Modeste (1954–2018), Fußballspieler
- Éric Amalou (* 1968), Handballspieler
- Joël Abati (* 1970), Handballspieler
- Karine Jean-Pierre (* 1974), französisch-US-amerikanische Politikerin
- Grégory Privat (* 1984), Jazzmusiker
- Malick Bolivard (* 1987), Fußballspieler
- Jean-Jacques Acquevillo (* 1989), Handballspieler
- Wesley Pardin (* 1990), Handballspieler
- Wendie Renard (* 1990), Fußballspielerin
- Emmanuel Rivière (* 1990), Fußballspieler